# G. Kirkovits István
G. Kirkovits István (Szombathely, 1953. december 18. – 2019. szeptember 2.) újságíró, rádiós szerkesztő.

## Élete
G. Kirkovits István a rendszerváltás előtt a Petőfi Irodalmi Múzeumban kiállításrendezőként dolgozott, azonban politikai véleménye miatt elbocsátották és Budapestről is kitiltották, majd segédmunkásként helyezkedett el a Rába gyárban. A rendszerváltás után újságíróként kereste kenyerét. A Kis Újságnál Pártay Tivadar főszerkesztő jobbkeze lett. Az Új Pest Megyei Hírlapba, és a Story magazinba is írt. 1999-től a politikai újságírás műfaját választotta, cikkei jelentek meg a Magyar Fórum, a Magyar Jelen, a Kárpátia, a Magyar Mérce, a Demokrata és a Nemzetőr című újságokban. Főszerkesztő-műsorvezetője volt a MIÉP-hez köthető Pannon Rádiónak, amiben a Rockszerda című műsort vezette. Tőle származik a Nemzeti Rock kifejezés. („nemzeti rock hármashalma: Ismerős Arcok, a Kárpátia és a Romantikus Erőszak.”) Haláláig a Hunhír.infó című weblap főszerkesztője volt.  G. Kikovits feleségül vette Németh Évát, akinek tőle 2006. szeptember 18-án egy kislánya született, akinek a Villő nevet adták.

## Halála
G. Kirkovits István 2015. április 28-án, kedd este, szélütést (stroke) kapott, és a jobb oldalára lebénult, 2019. szeptember 2-án elhunyt.